# Tommaso Caputo
Tommaso Caputo (n. Afragola, Nápoles, Italia, 17 de octubre de 1950) es un religioso, diplomático y teólogo italiano. Ordenado sacerdote en 1974. Desde 2007 a 2012 fue Arzobispo titular de Otricoli y Nuncio Apostólico en Malta y Libia. 
Actualmente es el nuevo Obispo-Prelado de Pompeya y Delegado Pontificio del Santuario de la Virgen del Rosario de Pompeya.

## Biografía

### Primeros años y formación
Nacido en la comuna italiana de Afragola, el día 17 de octubre de 1950.
Cuando era joven descubrió su vocación religiosa y eso le llevó a ingresar en el Seminario Metropolitano de Nápoles, para realizar su formación eclesiástica.
Asistió a la Academia Pontificia Eclesiástica de Roma, para preparar su carrera diplomática.

### Sacerdocio
El 10 de abril de 1974 fue ordenado sacerdote para la arquidiócesis napolitana, por el cardenal-arzobispo Mons. Corrado Ursi.
Entró como funcionario del Servicio Diplomático de la Santa Sede y a partir del 19 de junio de 1993 estuvo ejerciendo como Jefe de Protocolo en la Secretaría de Estado.

## Episcopado

### Nuncio Apostólico
El 3 de septiembre de 2007 el papa Benedicto XVI lo nombró Arzobispo titular de Otricoli y Nuncio Apostólico en Malta y Libia.
Además de escoger su escudo, eligió la frase: "Audiutores Gaudii Vestri" (en latín). Recibió la consagración episcopal el 29 de septiembre del mismo año, en la Basílica de San Pedro de la Ciudad del Vaticano, a manos del sumo pontífice como consagrante principal y teniendo como co-consagrantes, a los cardenales Tarcisio Bertone y Marian Jaworski.
Durante su época como nuncio, cabe destacar que en febrero de 2011 pidió al gobierno libio el poder adoptar a adoptar una evacuación de interés de eritreos y darles la bienvenida como refugiados. También en octubre del mismo año, trató de establecer en Trípoli un primer contacto con el Consejo Nacional de Transición de Libia.

### Obispo-Prelado
El 10 de noviembre de 2012 es el nuevo Obispo-Prelado de la Prelatura Territorial de Pompeya y al mismo tiempo es Delegado Pontificio de la Pontificia Basílica-Santuario Mayor de Nuestra Señora del Rosario de Pompeya.